# Furtwangen im Schwarzwald
Furtwangen im Schwarzwald är en stad i Schwarzwald-Baar-Kreis i regionen Schwarzwald-Baar-Heuberg i Regierungsbezirk Freiburg i förbundslandet Baden-Württemberg i Tyskland.  Orten fick stadsrättigheter 1873.
Staden ingår i kommunalförbundet Furtwangen tillsammans med kommunen Gütenbach.

### Fotnoter
1. ↑  Statistisches Landesamt Baden-Württemberg, läs online.[källa från Wikidata]
2. ↑  Alle politisch selbständigen Gemeinden mit ausgewählten Merkmalen am 31.12.2018 (4. Quartal) (på tyska), Statistisches Bundesamt, läs online, läst: 10 mars 2019.[källa från Wikidata]
3. ↑  Alle politisch selbständigen Gemeinden mit ausgewählten Merkmalen am 31.12.2023, Statistisches Bundesamt, 28 oktober 2024, läs online, läst: 16 november 2024.[källa från Wikidata]
4. 1 2  ”Alle politisch selbständigen Gemeinden mit ausgewählten Merkmalen am 31.03.2020” (Excel). Statistisches Bundesamt. 2020. https://www.destatis.de/DE/Themen/Laender-Regionen/Regionales/Gemeindeverzeichnis/Administrativ/Archiv/GVAuszugQ/AuszugGV1QAktuell.xlsx?__blob=publicationFile. Läst 9 januari 2021.
5. ↑  ”Stadtgeschichte” (på tyska). Furtwangen im Schwarzwalds stad. Arkiverad från originalet den 22 februari 2014. https://web.archive.org/web/20140222071232/http://www.furtwangen.de/%2CLde/993544.html?QUERYSTRING=1873. Läst 7 februari 2014.